# Yves Goussard
Pour les articles homonymes, voir Goussard.
Yves (Ambroise Yves Victor) Goussard, né le 2 janvier 1928 à Fort-de-France et mort en déportation en mars 1945 à Bergen-Belsen, est un scout et résistant français, agent de liaison du réseau Armand-Spiritualist.

## Biographie
Né au sein d'une famille de la bourgeoisie martiniquaise, il quitte son île natale en septembre 1938, afin de s'établir en métropole auprès de sa famille. Âgé de 10 ans, il intègre l'école catholique Notre-Dame du Raincy (Seine-Saint-Denis) et entre en même temps chez les scouts. 
Pendant l'Occupation, le scoutisme est interdit par les autorités allemandes. Les réunions doivent alors se tenir clandestinement. En 1943, Yves Goussard, âgé de 15 ans, devient « routier » du clan de Villemomble et envisage d'entrer dans la résistance après que le père de son ami a été déporté à Buchenwald.
À partir de 1944, il travaille comme agent de liaison pour le réseau Armand-SPIRITUALIST, affilié au SOE. Yves est blessé lors des combats de l'étang de Rougemont à Oissery,,, puis soigné par Jeannine Pernette (née Lefebvre), infirmière de la Résistance,. Capturé le 26 août 1944, en même temps qu'une douzaine d'autres combattants, dont Raymond Valenet, il est déporté au camp de torture de Neue Bremm, puis au camp de concentration d'Oranienburg-Sachsenhausen et, enfin, à Bergen-Belsen.
Il y meurt finalement du typhus en mars 1945,.
Sa famille n'aura confirmation de son décès qu'en 1965,.
En 2012, il se voit attribuer, à titre posthume, la médaille de la Résistance.

## Postérité
Par arrêté du secrétaire d'État chargé des Anciens Combattants, en date du 12 juillet 2007, la mention honorifique « mort en déportation » est attribuée à Yves Goussard, le plus jeune des déportés martiniquais.
Le 5 avril 2008, une plaque lui rendant hommage est solennellement dévoilée au Mémorial national des Scouts morts pour la France, à Riaumont (Liévin), en présence des plus hautes autorités civiles, religieuses et militaires du département et de plus de 150 scouts,,. 
A Fort-de-France, une école, et une rue portent son nom. En 2016, le groupe Scouts de France du Raincy change de nom et devient le groupe « Notre-Dame – Yves Goussard – Le Raincy »,.